# Spieß-Helmkraut
Das Spieß-Helmkraut (Scutellaria hastifolia), auch Spießblättriges Helmkraut genannt, ist eine Pflanzenart aus der Gattung der Helmkräuter (Scutellaria) innerhalb der Familie  der Lippenblütler (Lamiaceae).

## Beschreibung

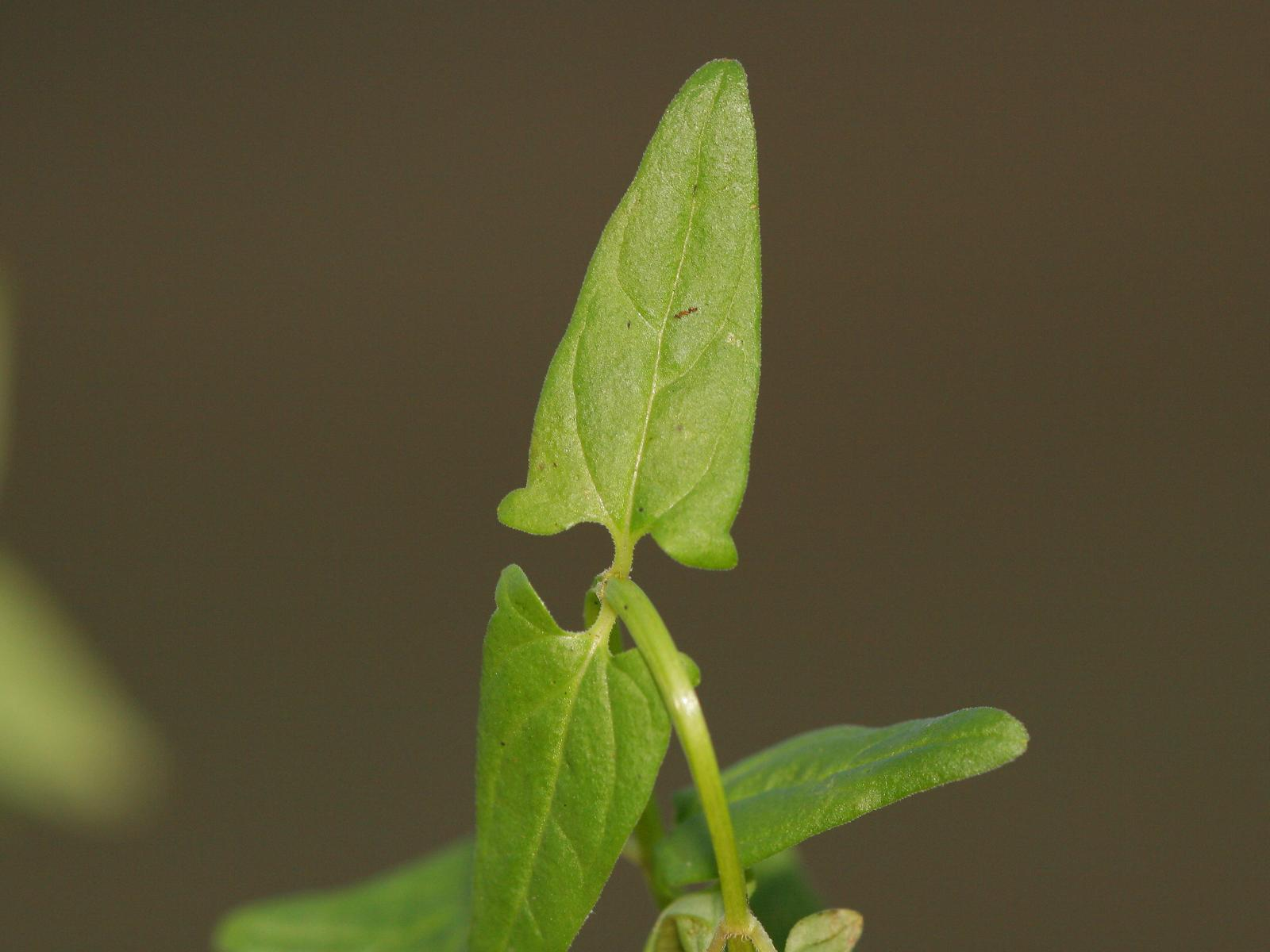
Gegenständige, gestielte Laubblätter mit spießförmigen Spreitengrund

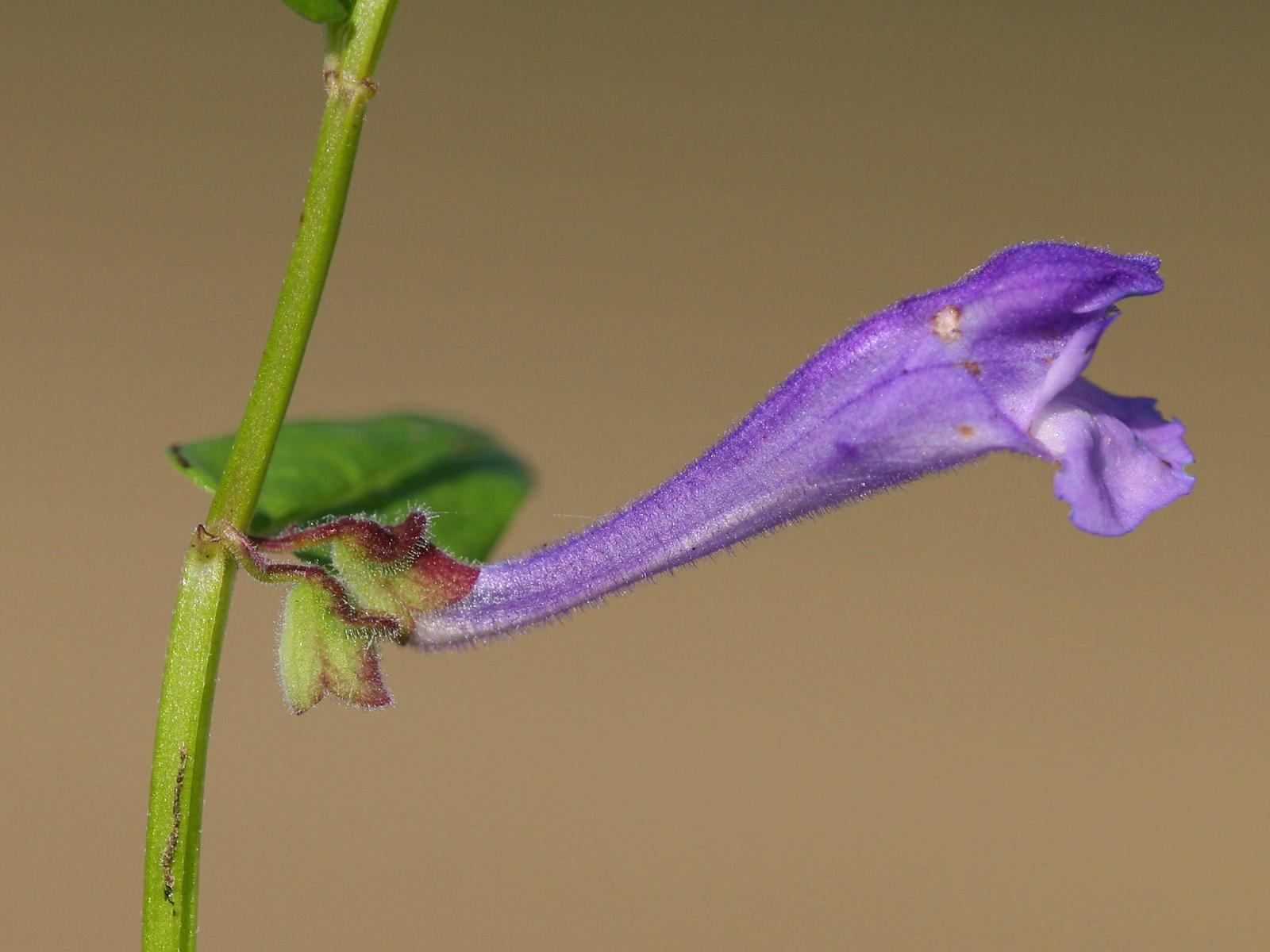
Blüte

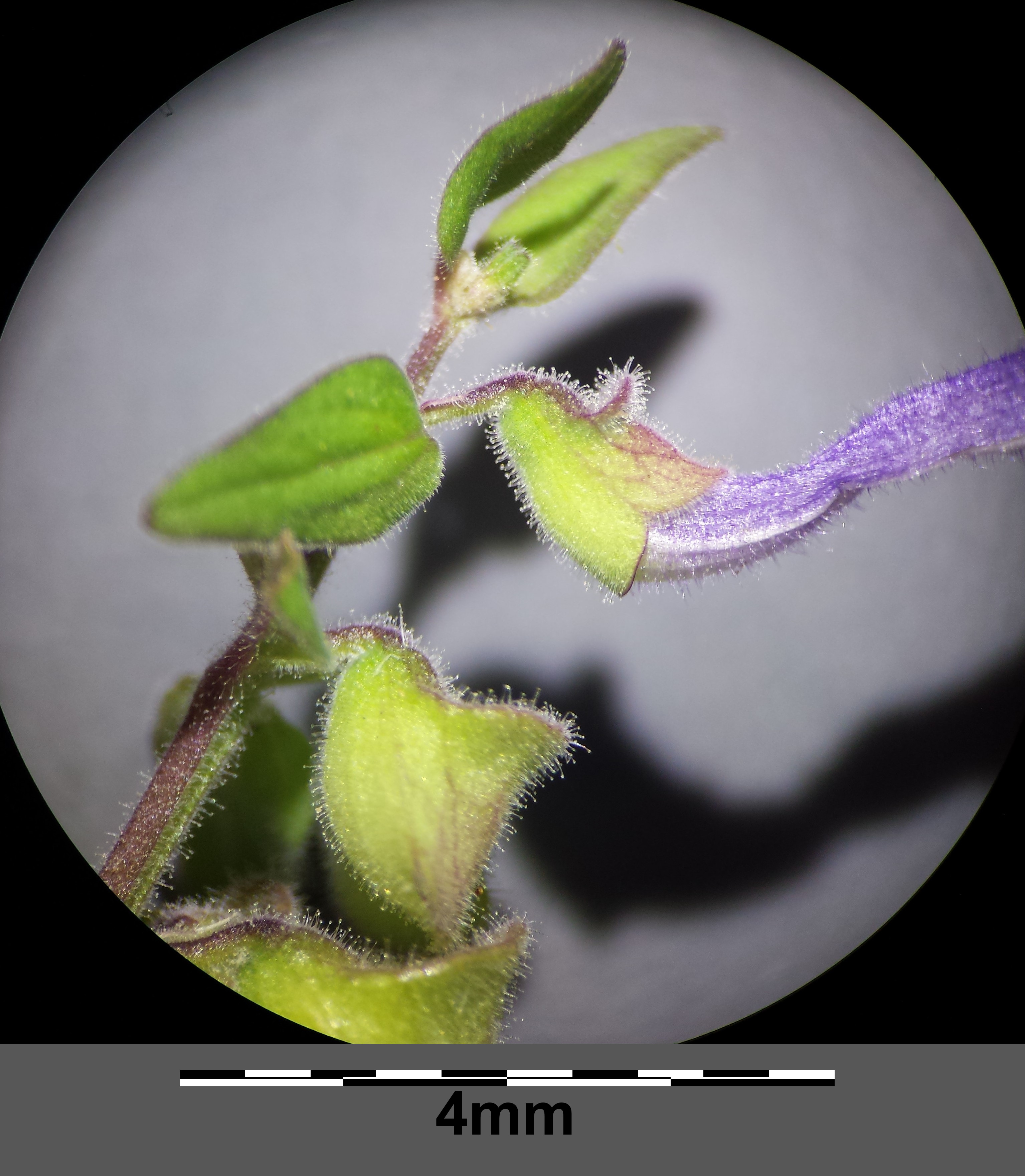
Die drüsenflaumigen Kelche weisen am Rücken den namensgebenden „Helm“ auf.

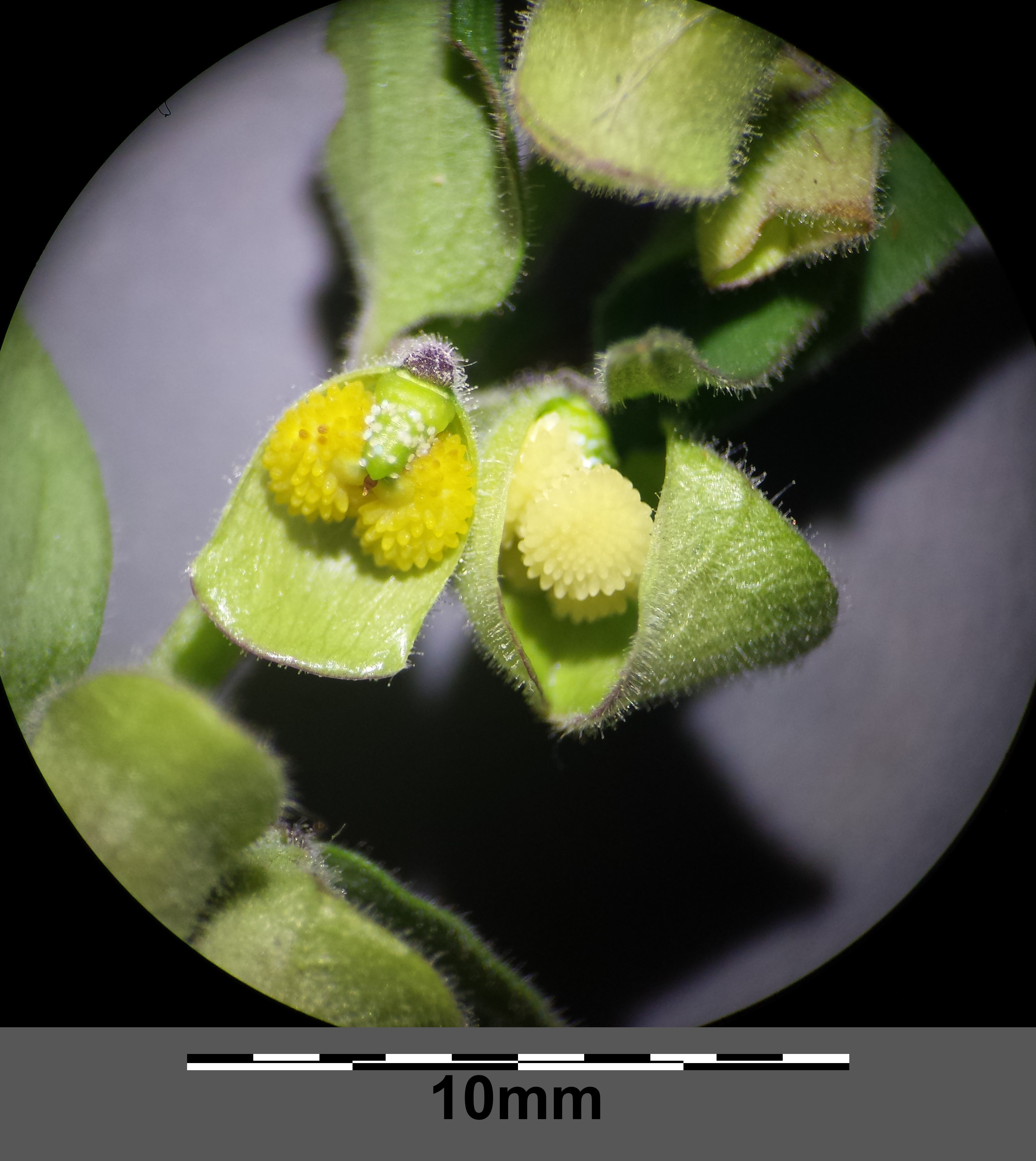
Geöffnete Früchte mit Teilfrüchten

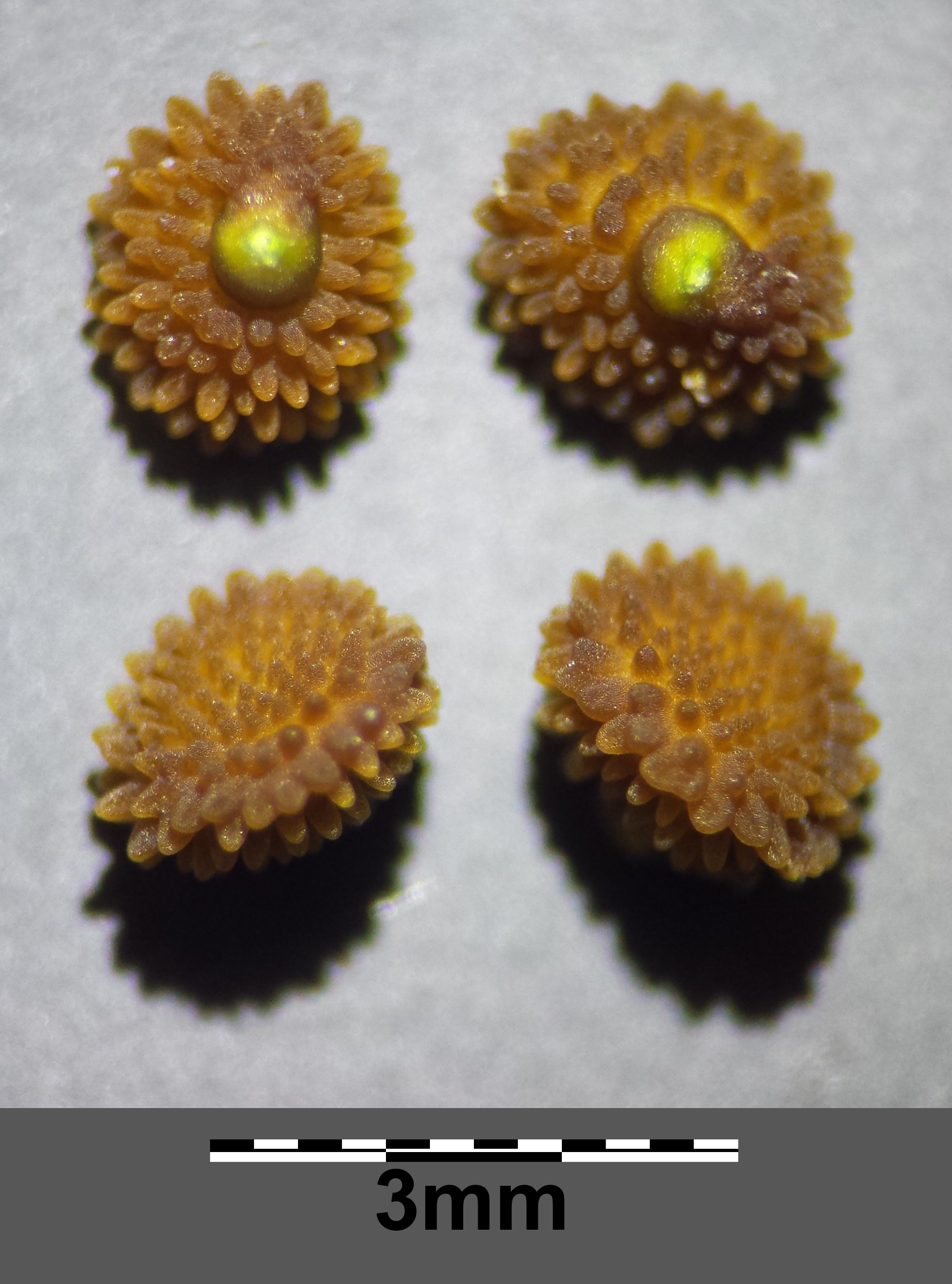
Teilfrüchte („Klausen“)

### Erscheinungsbild und Blatt
Das Spieß-Helmkraut ist eine sommergrüne, ausdauernde krautige Pflanze, die Wuchshöhen von meist 15 bis 40 (5 bis 50) Zentimetern erreicht. Sie bildet ein Rhizom als Überdauerungsorgan. Der aufsteigende bis mehr oder weniger aufrechte, im Querschnitt viereckige Stängel ist unverzweigt oder verzweigt und nahezu kahl bis spärlich flaumig behaart.
Die gegenständig am Stängel angeordneten Laubblätter sind in Blattstiel und Blattspreite gegliedert. Der Blattstiel ist bis zu 1/4 so lang wie die Blattspreite. Die einfache Blattspreite ist bei einer Länge von meist 15 bis 25 (8 bis 40) Millimetern sowie einer Breite von meist 5 bis 12 (4 bis 20) Millimetern lanzettlich bis eiförmig, zumindest in der Spitzenhälfte ganzrandig oder manchmal mit ein bis drei kleinen Kerbungen in der Grundhälfte versehen. Die Spreitenbasis ist abgerundet oder gestutzt, selten nahezu herzförmig oder stumpf; bei den mittleren Laubblättern ist sie deutlich spießförmig, über den Spießecken ist manchmal ein stumpfer Kerbzahn vorhanden. Die Blattoberflächen sind mehr oder weniger kahl.

### Blüte
Die Blüten stehen in entfernten oder dichten blattachselständigen Paaren und am Stängelende zu einseitswendigen Scheinähren gehäuft. Die kurz drüsig behaarten Tragblätter ähneln den Laubblättern, sind jedoch nahezu sitzend und kürzer als die Blüten und die oberen Tragblätter sind am Grund gestutzt.
Die Blütezeit liegt am Ende des Frühsommers. Die zwittrigen Blüten sind zygomorph mit doppelter Blütenhülle. Der drüsig-flaumig behaarte Kelch ist 3 bis 4 Millimeter lang und zweilippig. Die kurz drüsig behaarte, violett-blaue Krone ist meist 15 bis 20 (10 bis 23) Millimeter lang und zweilippig. Die Kronröhre ist um etwa 70° gebogen. Die Staubblätter sind parallel.

### Chromosomenzahl
Die Chromosomenzahl beträgt 2n = 32.

## Ökologie
Beim Spieß-Helmkraut handelt es sich um einen mesomorphen, helomorphen Hemikryptophyten.
Die Bestäubung erfolgt durch Insekten. Die Ausbreitung der Diasporen erfolgt durch Windausbreitung, Klettausbreitung oder Selbstausbreitung.

## Vorkommen
Das Spieß-Helmkraut kommt in großen Teilen Europas vor, fehlt jedoch im Südwesten und dem äußersten Norden sowie den Inseln. Das Hauptverbreitungsgebiet des Spieß-Helmkrautes liegt in Südosteuropa, reicht aber bis zum Kaukasusgebiet. In Mitteleuropa kommt es selten an der unteren Weser und der Unterelbe vor, vereinzelt findet man es am Rhein zwischen den Mündungen von Neckar und Main, an der Donau unterhalb von Regensburg sowie am Alpensüdfuß. In den außeralpinen Gebieten von Österreich tritt es zerstreut auf.
Das Spieß-Helmkraut gedeiht am besten auf nassen, stickstoffreichen, nicht zu verfestigten, schlammig-torfigen Tonböden im Überschwemmungsbereich von Flüssen. Es besiedelt Ufer und Gräben. Es wächst in feuchtem Grasland. Es kommt vor allem im Veronico longifoliae-Euphorbietum palustris aus dem Verband der Staudenfluren nasser Standorte (Filipendulion) vor, findet sich aber auch in Gesellschaften der Brenndoldenwiesen (Verband Cnidion dubii).